# Simira walteri
Simira walteri är en måreväxtart som beskrevs av Silva Neto och Callado. Simira walteri ingår i släktet Simira och familjen måreväxter. Inga underarter finns listade i Catalogue of Life.